# Atletismo nos Jogos Pan-Americanos de 1955 - 200 m masculino
A prova dos 200 m masculino nos Jogos Pan-Americanos de 1955 foi realizada na Cidade do México, México.

## Medalhistas
| Ouro                              | Prata                             | Bronze                              |
| Rodney Richard USA Estados Unidos | Charles Thomas USA Estados Unidos | José Telles da Conceição BRA Brasil |

## Resultados
| Posição           | Nome                     | Nacionalidade         | Tempo | Notas |
| ----------------- | ------------------------ | --------------------- | ----- | ----- |
| Medalha de ouro   | Rodney Richard           | USA Estados Unidos    | 20.94 |       |
| Medalha de prata  | Charles Thomas           | USA Estados Unidos    | 21.42 |       |
| Medalha de bronze | José Telles da Conceição | BRA Brasil            | 21.66 |       |
| 4                 | Michael Agostini         | TRI Trinidad e Tobago | 21.67 |       |
| 5                 | Bruce Springbett         | CAN Canadá            | 22.14 |       |